# 宗教学
宗教学，即宗教研究，是一門研究宗教的信仰、儀式、行為、制度的學問，是社會科學中較晚發展的近代史學科。相近的學科有生死學，神學，哲學，殯葬學等等，一般認為是由馬克斯·繆勒最先定義，又有宗教學之父之稱。

## 緣起
一般認為宗教學研究的目標即宗教，認為在宗教發展前和發展後和其特質。例如巫術，神秘主義，神鬼崇拜，與神學和哲學思考，宗教信仰的組成。在史前時代也有不少疑似宗教的崇拜，但究竟與現今的宗教定義有無符合仍有待定義。

## 概說
一般指以研究各種宗教形成、发展、变化、成果、理论、著作的一门人文學和社会科学的交叉学科。宗教學與神學都以宗教為研究對象，其差異在於宗教學較由從宗教外部的各種角度來觀察分析宗教，並經常與其他相關學科如社會學、人類學、心理學、歷史學等結合。宗教學相較於神學是較新興的學科，例如在美國約在1950年代才出現宗教學相關科系。

## 历史

### 歐洲的宗教學
在人类历史的各个阶段都有关於宗教信仰的研究，当时作为一个现代意义上的学科，宗教学起源於欧洲。最早出现当代意义上宗教学的国家包括英国、荷兰、德国和北欧诸国。
19世纪末，英国牛津大学设立了“比较宗教”（Comparative Religion）教席，馬克斯·繆勒被任命为首任教授。他在1873年所著的《宗教科学引论》（Introduction to the Science of Religion）通常被认为是宗教学的首部著作。
20世纪初，德国大学很多神学专业开始教授基督教之外的其他宗教、信仰的相关内容。在德国的大学系统内，1912年在莱比锡大学出现了第一个独立的宗教学专业。

### 中國大陸的宗教學
1964年，任继愈先生负责筹建国家第一个宗教研究机构——中国科学院世界宗教研究所，任所长，并于1978年起招收宗教学硕士生、博士生，1985年起与北大合作培养宗教学本科生，为国家培养大批宗教学研究人才。他致力于用唯物史观研究中国佛教史和中国哲学史，并曾多次在国外讲学并进行学术访问。这是新中国宗教学研究的开始阶段。
1989年，何光沪先生从任继愈先生处博士毕业，拉开了中国大陆宗教学研究小高潮的序幕。他与妻子、著名宗教社会学家高师宁女士主持、引介翻译了一大批宗教学研究经典著作，以中国人民大学的“宗教学译丛”和四川人民出版社的“宗教与世界丛书”为主。这一批书影响了中国大陆最早一批对宗教研究感兴趣的知识分子，为中国大陆的宗教学研究奠定了坚实基础。这是新中国宗教学研究的发展阶段。
自2000以后，中国大陆相继有数十所高等院校开办了宗教学系、所或研究室，标志着中国大陆的宗教学研究进入一个新的阶段。其中，以中国社会科学院、中国人民大学、北京大学、中央民族大学、复旦大学、南京大学等国内知名高校组成了中国大陆宗教学研究的一线力量。

## 宗教學分支

### 宗教史學
宗教史始於19世紀末葉，研究宗教起源、發展及其性質的學科，與考古學、古語學等學科交叉，也可只研究某一特定宗教的歷史（如佛教史），或只研究某一因素的歷史（如宗教觀念史）。

### 宗教人類學
宗教人類學始於19世紀，研究處於無文字階段的原始民族中的宗教信仰及其各種因素、探索遠古時代的原始宗教。與宗教社會學不同的是，它較傾重於原始宗教。隨著西方殖民擴張和傳教活動發展，宗教學家在大洋洲、非洲等地的原始部落中進行實地考察，掌握了大量土著文化及其宗教資料加以整理，令宗教人類學得以迅速發展。宗教人類學著重傳統的田野調查、統計學及象徵體系的比較方法，與民俗學及民族學交叉。代表學說有萬物有靈論、前萬物有靈論、巫術論、原始一神論、功能論及神話結構學說等。

### 宗教現象學
(宗教現象學為現象學運動的一部分，而其本質和研究目的仍在宗教學者間存在爭議。宗教現象學可概括分為描述性、分門別類式、探求本质，意义和结构為目的之研究。而宗教現象學的方法一直被視為藝術。

### 宗教哲學
宗教哲學
其中一個主要哲學研究支流，主要研究題目為神的存在、宗教本質、創世、神蹟、宗教行為、罪惡問題、並比較宗教與科學或其他道德標準的關係。有信仰者與無信仰者也可研究宗教哲學。是人类存在属性和哲学研究的一个分支，也是大多民众可以从事的较为基础的哲学研究。

### 宗教社會學
宗教社會學是研究神靈觀念的產生、信仰神靈的社會因素和宗教信仰對社會生活之影響。實際上，宗教社會學是研究宗教與社會的相互關係﹐為社會學分支的學科。

### 宗教心理學
宗教心理學創立於19世紀末期，始創人為威廉·詹姆斯，他在其著作《宗教經驗的種種》中討論了宗教經驗問題，宗教心理學的研究對象包括個人及群體在宗教活動中特有的心理現象、宗教對個人心理過程和個性特徵發展的影響，廣義的宗教意識及宗教情感等，以心理學角度研究宗教起源、功能、意識本質、意識起因、意識發展、宗教經驗的心理反應、宗教象徵的心理作用等，涉及觀察心理學、實驗心理學、精神分析和深層心理學等。在宗教起源問題方面，主要學說有認知說、情緒說及意動說。而在宗教功能問題上，主要認為有利己、價值、認識、合群社會化等功能。

## 宗教學細支
- 此為經常與宗教有關聯的議題，但較無專於研究。

### 宗教法理學
如宗教基本法律，宗教立法。

### 宗教文學
如十日談，神曲等。

### 宗教倫理學
含納生活倫理，生態倫理,全球倫理，恕道（英語：The Golden Rule)，以宗教學的角度來詮釋並加以分析了解。

### 宗教藝術學
如敦煌藝術，聖經藝術。

### 宗教設計學
如圖騰，經典，表現學。

### 其他
諸如經營學，交易學，管理學等社會科學。

## 研究書目
- 黎志添 著：《宗教研究與詮釋學——宗教學建立的思考》（香港：中文大學出版社，2003）。
- 何光沪 著：《宗教学小词典》
- 何光沪 主编：《宗教与世界》丛书（已出39册），四川人民出版社。本套丛书包括了《人类的宗教》、《论神圣》、《宗教与西方文化的兴起》、《一个历史学家的宗教观》、《宗教与现代科学的兴起》、《宗教与文学》、《第五维度》、《宗教心理学》、《社会中的宗教 : 一种宗教社会学》、《宗教之解释》等多部宗教研究经典书目，影响了大陆最早开始进行宗教研究的知识分子。
- 何光沪 主编：《宗教学译丛》丛书，中国人民大学出版社。本套丛书包括了《宗教社会学史》、《宗教学导论》、《宗教的未来》、《当代宗教哲学导论》、《宗教心理学导论》等一大批经典宗教学书籍。

## 學術機構

### 台灣立案大專院校
- 國立政治大學 宗教研究所
- 慈濟大學 宗教與人文研究所
- 南華大學 宗教學研究所
- 中原大學 宗教研究所
- 輔仁大學 宗教學系；天主教研修學士學位學程
- 真理大學 宗教文化與組織管理學系
- 玄奘大學 宗教與文化學系
- 華梵大學 佛教藝術學系
- 佛光大學 佛教學系
- 長榮大學 神學院碩士班
- 法鼓文理學院 佛教學系
- 一貫道天皇學院 一貫道學系